# 三重県水産研究所

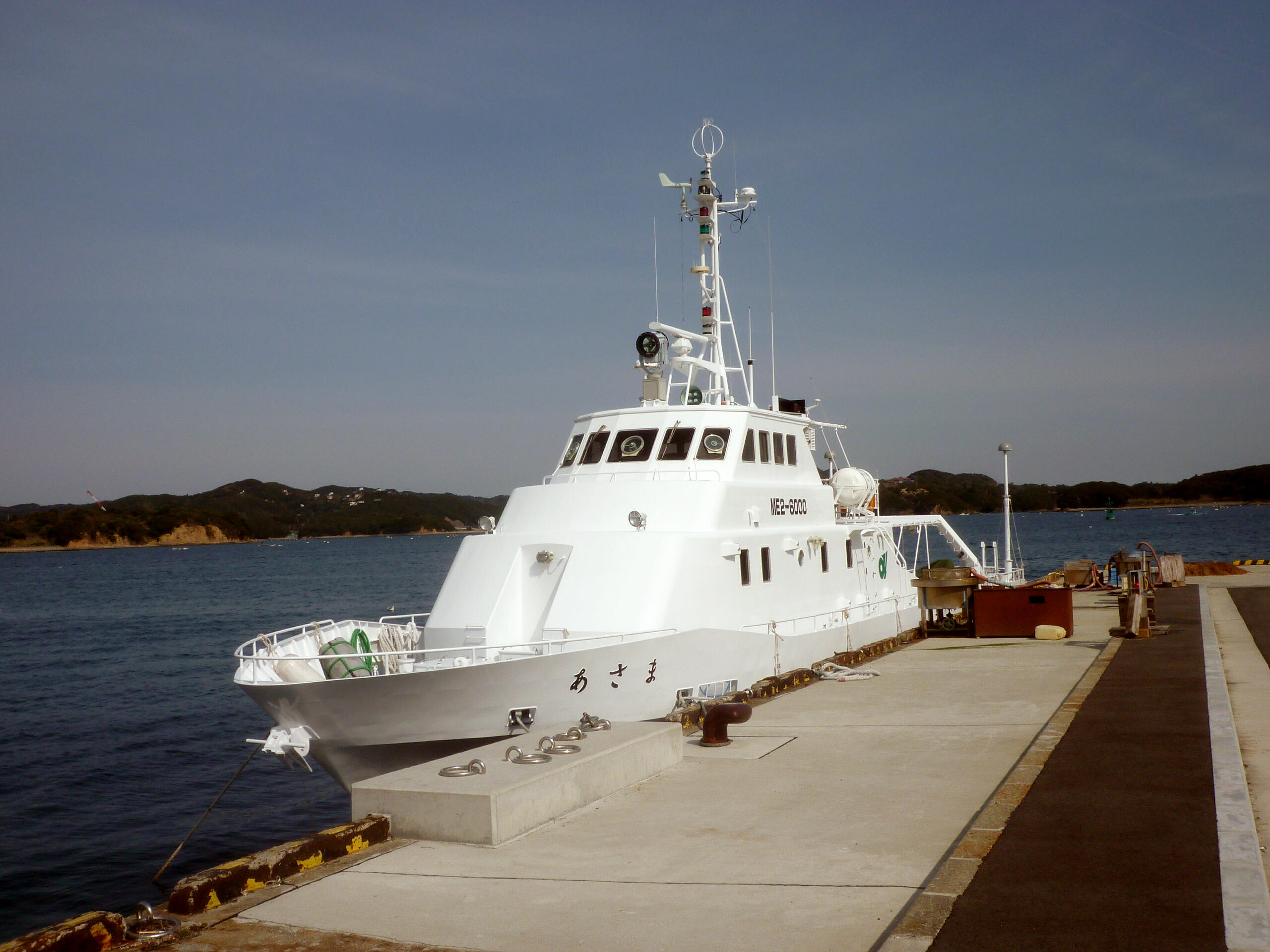
水産研究所所属の調査船あさま

三重県水産研究所（みえけんすいさんけんきゅうじょ、英語: Mie Prefecture Fisheries Research Institute）は、水産業の研究・指導を目的として設置された三重県立の研究所。本所は三重県志摩市にあり、鈴鹿市と尾鷲市に研究室を置く。
1988年（昭和63年）、イセエビの人工孵化（ふか）に世界で初めて成功したことで知られる。

## 概要
「三重県水産試験場」として1899年（明治32年）5月2日に県庁内に設置されたものが始まりである。県立の水産試験場としては愛知県、福岡県に次ぐ3番目の設置であった。当時の志摩郡浜島村（現・志摩市）の熱心な誘致活動により、同年中に浜島村大字浜島に移転した。イセエビの人工孵化や遠洋カツオ漁の研究で業績を挙げ、地域経済に多大な貢献をしている。また水産試験場では珍しく、全国で唯一獣医師を配属させている

## 組織
組織の長は所長で、2009年（平成21年）現在、紀平正人が務める。
- 本所：三重県志摩市浜島町浜島町浜島3564-3
  - 企画調整課
  - 水産資源育成研究課
  - 資源開発管理研究課
  - 水圏環境研究課
- 鈴鹿水産研究室
  - 所在地：三重県鈴鹿市白子一丁目6277-4
- 尾鷲水産研究室
  - 所在地：三重県尾鷲市天満浦215-2

## 沿革
- 1899年（明治32年）

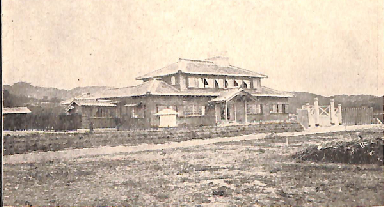
三重県水産試験場初代庁舎

  - 5月2日 - 三重県庁内に三重県水産試験場として開場。
  - 10月31日 - 浜島村に移転。区会所を仮事務所とする。
- 1901年（明治34年）3月 - 初代庁舎が完成。木造2階建で128坪だった。
- 1923年（大正12年）11月16日〜29日 - 当時の農商務省と日本航空輸送研究所の協力を得て水上飛行機「ちどり7号」から魚群探知に成功。
- 1930年（昭和5年）8月18日 - 三重郡川越村（現・川越町）に川越養魚場を設置。淡水域での養殖研究を実施。
- 1932年（昭和7年）12月25日 - 浜島の本場（以下「本場」と記す）が2代目庁舎へ移転。敷地面積が約3,091坪（≒10,218m2）に拡大し、講堂や無線、冷蔵室も設立された。
- 1933年（昭和8年）10月27日 - 北牟婁郡尾鷲町（現・尾鷲市）に尾鷲支場を開場。
- 1944年（昭和19年）3月 - 大日本帝国海軍に接収され、航空隊基地に転用。
- 1949年（昭和24年） - 高山活男所長の下で業務を再開。
- 1958年（昭和33年）4月 - 伊勢湾分場（旧・川越養魚場）を鈴鹿市白子に移転。
- 1960年（昭和35年） - 三重郡菰野町に湯の山養魚場を設置。
- 1967年（昭和42年） - 湯の山養魚場が独立、三重県内水面水産試験場となる。
- 1974年（昭和49年）4月 - 三重大学水産学部附属水産実験所を本場に併設[5]。
- 1978年（昭和53年）4月 - 三重大学実験所が分離・独立し、和具の座賀島に移転[5]。
- 1980年（昭和55年）10月 - 本場の隣接地に三重県栽培漁業センターを開設。管理を同所、運営を財団法人三重県水産振興事業団が実施。
- 1982年（昭和57年）3月 - 尾鷲分場を現在の尾鷲研究室の位置に移転。
- 1983年（昭和58年） - 本場を浜島港の埋立地である現在地に移転。
- 1984年（昭和59年）
  - 4月 - 組織名を「三重県水産技術センター」に改称。
  - 10月6日 - 「第4回全国豊かな海づくり大会」参加のため、当時の皇太子明仁・皇太子妃美智子が来訪。
- 1988年（昭和63年）5月 - イセエビの養殖に成功。
- 1998年（平成10年） - 三重県科学技術振興センターに統合される。[6]
- 1999年（平成11年） - 三重県内水面水産試験場を伊勢湾分場に統合、廃止。創立100周年を迎える。
- 2001年（平成13年）4月 - 「三重県科学技術振興センター水産研究部」に改称[6]。
- 2008年（平成20年）4月 - 現在の名称「三重県水産研究所」に改称[6]。

## 主な業績
- イセエビ幼生の完全飼育 - 飼育環境と飼料の改良により、1988年（昭和63年）5月に成功。研究開始から58年目の成功であった。現在では量産に向けた研究に移行している。
- アコヤガイの研究 - 三重県にとって非常に重要な真珠養殖は、開設以来の研究テーマと位置付けられている。品種改良研究により、真珠層の色で将来でき上がる真珠の色が予想できるようになった。
- カラーでの海況データの公開 - 1999年（平成11年）より人工衛星NOAAから受信した海面水温データをインターネット上で公開している。漁業関係者の利用が多く、同所の予想を超える利用があるという。
- カツオ漁業 - 浜島町浜島#遠洋漁業を参照。

## 現在の主要研究対象生物
| 本所（志摩） - アマモ - アワビ - イセエビ - カツオ - クルマエビ | - サバ - トラフグ - マダイ - ブリ - マアナゴ | 鈴鹿 - アサリ - アユ - イカナゴ - シジミ - ノリ | 尾鷲 - クエ - マハタ |